# Tarnowo Podgórne
Pour la gmina, voir Tarnowo Podgórne (gmina).
Tarnowo Podgórne (prononciation : [tarˈnɔvɔ pɔdˈɡurnɛ]) est un village de Pologne, situé dans la voïvodie de Grande-Pologne. Elle est le chef-lieu de la gmina de Tarnowo Podgórne, dans le powiat de Poznań.
Il se situe à 10 km au sud de Poznań (siège du powiat et capitale régionale).
Le village possède une population de 4 397 habitants en 2010.

## Histoire
De 1975 à 1998, Tarnowo Podgórne faisait partie du territoire de la voïvodie de Poznań.

Depuis 1999, le village fait partie du territoire de la voïvodie de Grande-Pologne.

## Voies de communications
La route nationale polonaise 92, qui relie Rzepin à Kałuszyn, passe à Tarnowo Podgórne.
La sortie  40 Poznań - Tarnowo Podgórne de la voie rapide S11 (périphérique ouest de Poznań) dessert la ville de Tarnowo.